# Ichneumon buryas
Ichneumon buryas är en stekelart som beskrevs av Heinrich 1949. Ichneumon buryas ingår i släktet Ichneumon och familjen brokparasitsteklar. Inga underarter finns listade i Catalogue of Life.